# Daily Mercury

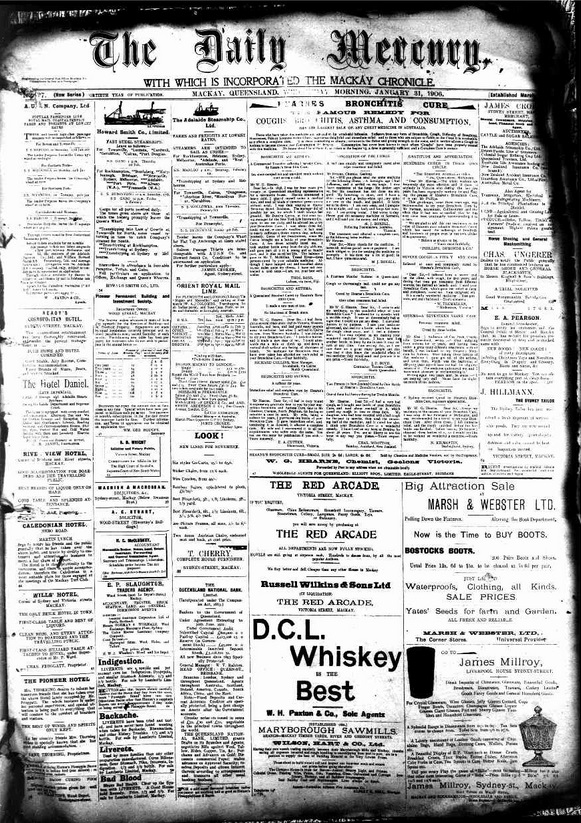
Primeira página do Daily Mercury, 31 de janeiro de 1906

O Daily Mercury é um jornal online que serve a região de Mackay em Queensland, Austrália.
O jornal é impresso pela Mackay Printing and Publishing e é propriedade da News Corp Australia.

## Editores
- ? ? — Maio de 2011: David Fisher[3]
- Maio de 2011 — ? ?: Jennifer Pomfrett[3]
- ? ? — ? ?: Jennifer Spilsbury[4]
- ? ? — ? ?: Jon Ortlieb[4]
- Novembro de 2014 — ? ? : Meredith Papavasiliou[4]
- ? ? — Junho de 2018: Rowan Hunnam[5]
- Junho — setembro de 2018: Melanie Plane e Cas Garvey[5]
- Setembro 2018 — novembro: Paul McLoughlin[5]
- Novembro de 2018 – janeiro de 2019: Melanie Plane[5]
- Janeiro de 2019 — Presente: Rae Wilson[5]

## Digitalização
O jornal, anteriormente impresso, foi digitalizado como parte do Programa de Digitalização de Jornais Australianos da Biblioteca Nacional da Austrália .